# Сичик-горобець еквадорський
Си́чик-горобе́ць еквадорський (Glaucidium nubicola) — вид совоподібних птахів родини совових (Strigidae). Мешкає в Колумбії і Еквадорі.

## Опис
Довжина птаха становить 14,5—16 см, розмах крил 92,8—96,3 см, вага 75,6—79,3 г. Самиці дещо більші за самців. Забарвлення переважно темно-коричневе, іноді з рудувато-коричневим відтінком. Спина і плечі більш темні, надхвістя темно-рудувато-коричневе, поцятковане білими плямами. На першорядних і другорядних махових перах є білі плями, які в польоті утворюють нечітку смугу. Хвіст чорнуватий, на ньому є 5 білих смуг. Підборіддя, горло з боків і верхня частина грудей білі, груди з боків рудувато-коричневі. На грудях білі плями, нижня частина тіла поцяткована більш чіткими смугами. Голова округла, лицевий диск слабо виражений. На потилиці є дві чорних з білими краями плями, що нагадують очі і слугують до відлякування і обману. Очі жовті, дзьоб зеленувато-жовтий, лапи жовті. Крик — серія з 2—3 коротких посвистів, що повторюються.
Еквадорські сичики-горобці є схожими на коста-риканських, андійських і болівійських сичиків-горобців, однак є більш важчими і мають більш короткий хвіст. Крім того, у них відсутні світлі плями або смуги на спині, грудях з боків та на боках.

## Поширення і екологія
Еквадорські сичики-горобці мешкають на західних схилах Анд в Колумбії (на південь від Рисаральди) і в Еквадорі (на південь до Котопахі, можливо, локально до Ель-Оро і Лохи). Вони живуть на крутих схилах гір, у вологих гірських і хмарних тропічних лісах та на узліссях. Зустрічаються на висоті від 1200 до 2000 м над рівнем моря, на більшій висоті, ніж буроголові сичики-горобці, однак на нижчих висотах, ніж андійські сичики-горобці. Є активними і вдень, і вночі. Живляться переважно комахами та іншими безхребетними, а також дрібними хребетними, зокрема ящірками і птахами. Сезон розмноження триває з лютого по червень, можливо, по серпень. Гніздяться в дуплах дерев, іноді використовують покинуті дупла дятлів.

## Збереження
МСОП класифікує цей вид як вразливий. За оцінками дослідників, популяція еквадорських сичиків-горобців становить від 2500 до 10 000 птахів. Їм загрожує знищення природного середовища.